# داني كوهن
داني كوهن (بالإنجليزية: Danny Cohen)‏ هو مدير بريطاني، ولد في 15 يناير 1974 في وستمنستر في المملكة المتحدة.

## وصلات خارجية
- داني كوهن على موقع IMDb (الإنجليزية)
- داني كوهن على موقع قاعدة بيانات الفيلم (الإنجليزية)